# Липа (Добреполє)
Липа (словен. Lipa) — поселення в общині Добреполє, Осреднєсловенський регіон, Словенія. 
Висота над рівнем моря: 420 м.